# Edith Hollant
Edith Hollant (sinh năm 1938) là một nhiếp ảnh gia và họa sĩ người Haiti. Đến từ Port-au-Prince, Hollant lần đầu tiên trưng bày các tác phẩm của mình vào năm 1955. Kể từ đó, bà đã triển lãm tại thành phố New York.